# أثولوجيا أرسطو

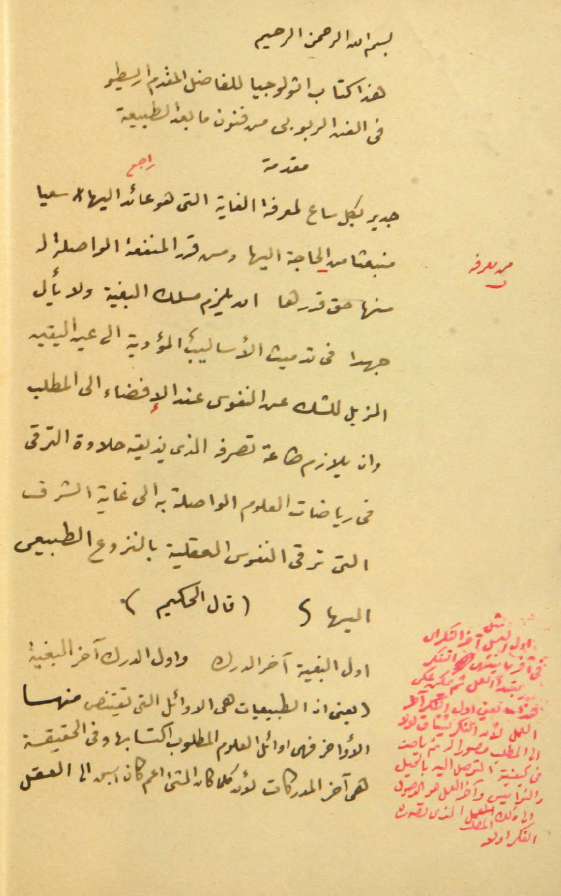
صفحة من نسخة مخطوطة من الـ «أثولوجيا» - خزانة جامعة ميشيغان.

أثولوجيا أو الربوبية هو اسم لكتاب عُرف عند العرب ونُسب خطأً إلى أَرِسْطَاطَالِيس، وهو في الواقع أجزاء من «التاسوعات» للفيلسوف أفْلُوطين.

## في التراث العربي
ترجمه من السريانية عبد المسيح بن عبد الله بن ناعمة الحمصي - نحو سنة 220 هـ - للخليفة المعتصم. وقيل أن الكندي أصلح هذه الترجمة. وقد أدت نسبة هذا الكتاب إلى أرسطو إلى وجود خلط في تصوير آرائه. وقد اعتمد الفارابي على هذا الكتاب المنحول للتوفيق بين آراء أفلاطون وأرسطو في كتابه «الجمع بين رأيي الحكيمين». وقد ألمح ابن سينا إلى الشك في نسبة الكتاب إلى أرسطو حين قال «على ما في أثولوجيا من الطعن...».
وكان لهذا الكتاب أثرا كبيرا في تطور التصوف، حيث يقول عبد الرحمن بدوي:

## حديثاً
نشره فريدرخ ديتريصى سنة 1882 م مع ترجمة إلى اللغة الألمانية. ومن خلال هذه الترجمة، استطاع أستاذ الأدب الكلاسيكي فالنتين روزه V. Rose من تحقيق أن هذا الكتاب المنسوب إلى أرسطوطاليس إنما هو مقتطفات موسّعة لـ «تساعات» أفلوطين.
والكتاب متوافر في نشرته العربية تحت عنوان «أرسطو عند العرب» والتي قام بتحقيقها ونشرها لأول مرة عام 1947 م عبد الرحمن بدوي.